# Bảng xếp hạng đại học thế giới Quacquarelli Symonds
Bảng xếp hạng đại học thế giới Quacquarelli Symonds (tiếng Anh: QS World University Rankings) là bảng xếp hạng thường niên về thứ hạng các trường đại học trên thế giới của tổ chức giáo dục Quacquarelli Symonds (QS) - Anh Quốc.
Bảng xếp hạng đại học thế giới QS được đánh giá là một trong những bảng xếp hạng có uy tín và ảnh hưởng hàng đầu thế giới.